# Alstroemeria versicolor
Alstroemeria versicolor («tigrina») es una especie fanerógama, herbácea, perenne y rizomatosa perteneciente a la familia de las alstroemeriáceas. Es originaria del norte y centro de Chile.

## Descripción
Planta perenne de raíces gruesas, carnosas, de color blanco. Alcanza una altura de hasta 40 cm. Las hojas son simples, glabras, alternas, de borde entero. La lámina foliar de 1,5-3 x 0,1-0,4cm, de forma lanceolada. Las flores son hermafroditas, agrupadas en inflorescencias compuestas por 1-6 rayos con 2-4 flores cada uno. Las flores son de color café-cobrizo a amarillo pálido, formadas por 6 tépalos recurvos, todos ornamentados con manchas de color. Presenta seis estambres y un estilo que termina en un estigma tripartito. El fruto es una cápsula de 1,2-1,7cm, que al estar madura, explota liberando las semillas, redondas, de 1,6 a 2 mm de diámetro.

## Taxonomía
Alstroemeria versicolor fue descrita por Ruiz & Pav., y publicado en Fl. Peruv. 3: 59 1802.
Etimología
Alstroemeria: nombre genérico que fue nombrado en honor del botánico sueco barón Clas Alströmer (Claus von Alstroemer) por su amigo Carlos Linneo.
versicolor: epíteto latino que significa "con varios colores".
Sinonimia
- Alstroemeria meyeniana Schauer
- Alstroemeria sotoana Phil.
- Alstroemeria tigrina Phil.